# Dien Bien Phu (film)
Dien Bien Phu (oryg. Diên Biên Phu) – francusko-wietnamski film wojenny z 1992 roku w reżyserii Pierre’a Schoendoerffera.
Paradokumentalny obraz (z udziałem narratora) ukazujący chronologicznie przebieg działań operacyjnych podczas rozstrzygającej dla przyszłości powojennego Wietnamu bitwy o Dien Bien Phu, zakończonej spektakularną klęską Francuzów. Zdjęcia kręcono na miejscu z udziałem ekip kinematografii wietnamskiej.
Na tle przygotowań i realizacji filmu powstała książka autorstwa reżysera, zatytułowana Diên Biên Phu, de la bataille au film (Paris 1992). Twórca filmu uczestniczący w tej bitwie jako dokumentalista, odtworzony jest przez swego syna w roli wojskowego operatora filmowego.

## Obsada
- Patrick Catalifo – kapitan Victorien Jegu de Kerveguen
- Ludmila Mikaël – skrzypaczka Béatrice Vergnes, jego kuzynka
- Donald Pleasence – Howard Simpson, amerykański dziennikarz
- Christopher Buchholz – kapitan Morvan ze sztabu głównego
- Maxime Leroux – porucznik artylerii kolonialnej
- Eric Do – porucznik Ky, oficer spadochroniarzy wietnamskich
- Sava Lolov – sierżant Thadé Korzeniowski, czołgista z pułku strzelców konnych
- Jean-François Balmer – dziennikarz agencji AFP
- Long Nguyen-Khac – pan Vinh, wydawca i literat, wietnamski nacjonalista
- Thé Anh – Ông Cọp ("Pan Tygrys"), chiński finansista i organizator gier hazardowych
- Raoul Billerey – ksiądz Wamberger, katolicki kapelan
- Patrick Chauvel – porucznik Duroc, pilot transportowej Dakoty
- François Négret – kapral brygadzista służby zaopatrzenia
- Luc Lavandier – sierżant z oddziału syjamskich partyzantów
- Joseph Momo – Mamadu Kulibali, żołnierz artylerii kolonialnej
- Maïté Nahyr – właścicielka domu publicznego i handlarka opium
- Hoa Debris – Betty, barmanka baru „Normandie”
- Lê Vân Nghia – miejski rikszarz zwany „Starym Krabem”
- Thu Ha – wietnamska narzeczona sierżanta Korzeniowskiego
- Ludovic Schoendoerffer – wojskowy operator filmowy
- Pierre Schoendoerffer – narrator (niewymieniony)